# Prochasma squalida
Prochasma squalida là một loài bướm đêm trong họ Geometridae.